# Desmolaimus baltonicus
Desmolaimus baltonicus är en rundmaskart som beskrevs av Daday 1894. Desmolaimus baltonicus ingår i släktet Desmolaimus och familjen Linhomoeidae. Inga underarter finns listade i Catalogue of Life.